# Claude Sébastien Bourguignon
Claude Sébastien Bourguignon-Dumolard (Vif, 21 de março de 1760 - Paris, 22 de abril de 1829) foi um político francês, Ministro da polícia até 20 de julho de 1799, quando foi sucedido por Joseph Fouché.
No começo da Revolução Francesa era um simples funcionário municipal, exercendo funções administrativas e judiciais, quando foi preso a 31 de maio de 1793, por conta da interferência federalista do Sul. Sendo libertado, fugiu para Paris, a fim de escapar à Lei de Suspeição.
Na ocasião abandonou o sobrenome Dumolard, pelo qual era conhecido, passando a usar somente o nome de família. Por sua simpatia aos partidários que derrubaram Maximilien de Robespierre, foi nomeado Secretário-Geral do Comitê de Segurança Geral, quando recebeu a perigosa missão de guardar os papéis dos irmãos Robespierre, antes de sua prisão. Como Ministro ordenou a libertação de muitos dos presos políticos. Exerceu outros cargos administrativos no Ministério do Interior, até fixar-se na carreira como magistrado.